# Galantis
Galantis — шведский дуэт в жанре электронной танцевальной музыки, в состав которого входят Кристиан Карлссон и Линус Эклов. Наиболее известны своими синглами «Runaway (U & I)» (2014), «Peanut Butter Jelly» (2015) и «No Money» (2016). На 2016 год дуэт находится на 39 месте в списке лучших диджеев мира по версии журнала DJ Magazine, таким образом поднявшись на 59 позиций по сравнению с рейтингом 2015 года. В 2017 году заняли 66 место.

## Состав
- Кристиан Карлссон (швед. Christian Karlsson) также известен как Bloodshy и раньше входил в две другие музыкальные группы — дуэт Bloodshy & Avant и в трио Miike Snow, а также сотрудничал с Кэти Перри, Бритни Спирс, Дженнифер Лопес, Кайли Миноуг, Мадонной[3][4].
- Линус Эклов (швед. Linus Eklöw) также известен как Style of Eye и раньше работал как сольный исполнитель, сотрудничая с такими музыкантами, как Ашер, Кайли Миноуг, Лили Аллен, Zedd, Miike Snow, Slagsmålsklubben, Icona Pop[5][6].

## История
Карлссон и Эклов были знакомы на протяжении нескольких лет и в 2012 году решили объединиться в дуэт, который был назван Galantis. В августе этого года они выпустили свои первые совместные треки «Raveheart» и «Tank». В середине 2013 года они подписали контракт с лейблом Big Beat Records, который является подразделением Atlantic Records. 1 апреля 2014 года был выпущен их дебютный одноимённый мини-альбом.
Первый студийный альбом Pharmacy был выпущен 8 июня 2015 года. Сингл «Runaway (U & I)» из этого альбома приобрёл платиновый статус в Австралии, Новой Зеландии и Великобритании, а также был номинирован на премию «Грэмми-2016» в категории «Лучшая танцевальная запись».
15 сентября 2017 года Galantis выпустили свой второй студийный альбом под названием The Aviary. Сингл «No Money» был выпущен 31 марта 2016 года и к выходу альбома уже стал платиновым в нескольких странах.

## Дискография

### Студийные альбомы
| Название   | Детали                                                                     | Позиция в чарте | Позиция в чарте | Позиция в чарте | Позиция в чарте | Позиция в чарте | Позиция в чарте | Позиция в чарте | Позиция в чарте | Позиция в чарте | Позиция в чарте |
| Название   | Детали                                                                     | SWE             | AUS             | BEL             | CAN             | NLD             | NOR             | NZ              | UK              | US              | US Dance        |
| ---------- | -------------------------------------------------------------------------- | --------------- | --------------- | --------------- | --------------- | --------------- | --------------- | --------------- | --------------- | --------------- | --------------- |
| Pharmacy   | - Релиз: 8 июня 2015 - Лейбл: Atlantic Records - Формат: CD, загрузка      | 7               | 38              | 128             | 98              | 48              | 15              | 33              | 71              | 45              | 1               |
| The Aviary | - Релиз: 15 сентября 2017 - Лейбл: Atlantic Records - Формат: CD, загрузка | —               | 40              | —               | 47              | —               | —               | —               | 58              | 102             | 4               |
| Church     | - Релиз: 7 февраля 2020 - Лейбл: Atlantic Records - Формат: CD, загрузка   | —               | —               | —               | —               | —               | —               | —               | —               | —               | 4               |

### Мини-альбомы
| Название | Детали                                                                                | Позиция в чарте |
| Название | Детали                                                                                | US Dance        |
| -------- | ------------------------------------------------------------------------------------- | --------------- |
| Galantis | - Релиз: 1 апреля 2014 - Лейбл: Big Beat Records, Atlantic Records - Формат: загрузка | 72              |

### Синглы
- 2012 — «Raveheart»
- 2014 — «Smile»
- 2014 — «You»
- 2014 — «Runaway (U & I)»
- 2015 — «Gold Dust»
- 2015 — «Peanut Butter Jelly»
- 2015 — «In My Head»
- 2016 — «Louder Harder Better»
- 2016 — «No Money»
- 2016 — «Make Me Feel» (совместно с East & Young)
- 2016 — «Love on me» (совместно с Hook n Sling)
- 2016 — «Pillow Fight»
- 2017 — «Rich Boy»
- 2017 — «Hunter»
- 2017 — «True Feeling»
- 2017 — «Girls On Boys» (совместно с Rozes)
- 2018 — «Satisfied» (совместно с MAX)
- 2018 — «Mama Look At Me Now»
- 2018 — «Emoji»
- 2019 — «Bones» (совместно с One Republic)
- 2019 — «I Found U» (совместно с Passion Pit)
- 2019 — «We Can Get High» (совместно с Yellow Claw)